# Dorfkirche Kleinhüningen

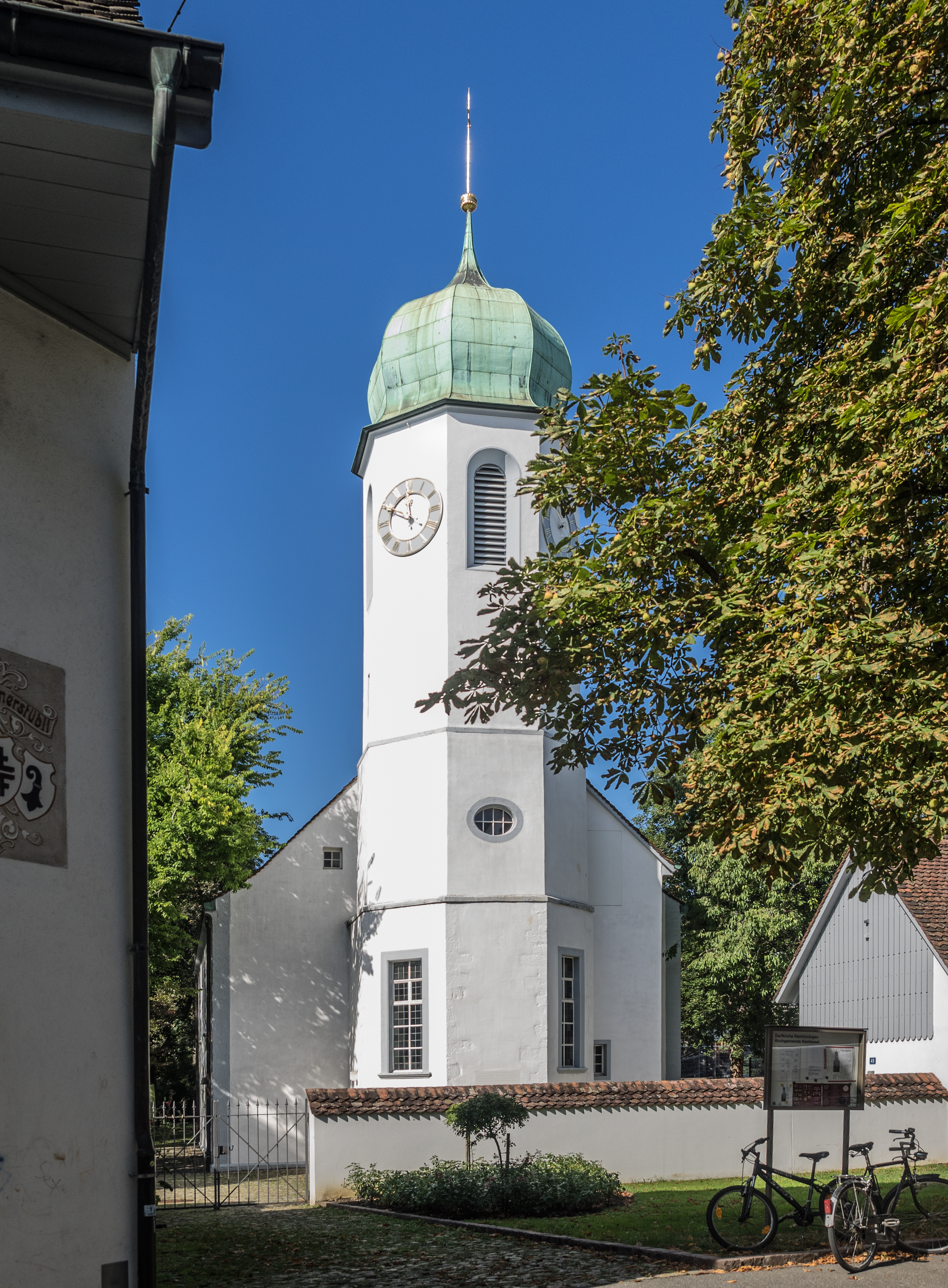
Die barocke Dorfkirche von Kleinhüningen.

Die Dorfkirche Kleinhüningen ist eine evangelisch-reformierte Kirche in der Stadt Basel. Sie befindet sich im ehemaligen Dorf und jetzigen Quartier Kleinhüningen. 

## Bauwerk
Diese ehemalige Dorfkirche zeichnete und baute Pierre Racine im Jahr 1710 als kleine Saalkirche im «Antibarock» in einer Bauzeit von nur vier Monaten. Die Kirche besitzt einen eingezogenen, turmüberhöhten Polygonchor. Die achteckige Form des Turmes ist aussergewöhnlich, Racine hielt den Bau schlicht und setzte Rund- und Ovalformen nur sparsam ein. Ihr Vorgängerbau wurde im Dreissigjährigen Krieg zerstört. Die Grundmauern weisen mittelalterliche Merkmale auf; es ist nicht nachgewiesen, ob die Pfarrkirche auf dem Fundament der vormaligen Kirche aufgebaut wurde. 1814 wurde die Kirche von der französischen Seite aus über den Rhein beschossen und teilweise beschädigt. In der Westwand sind aussen ein paar Kanonenkugeln sichtbar eingemauert, welche an dieses Ereignis erinnern. 1847 wurde die Kirche durch Amadeus Merian renoviert. 1908 wurde das Dorf Kleinhüningen, und damit auch die Kirchgemeinde, nach Basel eingemeindet. Im Jahr 1910 wurde der Turm erhöht, mit einem Zwiebeldach versehen und erhielt ein neues, grösseres Zifferblatt. Das alte Zifferblatt ist in einem Nebengebäude mit Versammlungsraum als Wandschmuck noch vorhanden. Die unter Denkmalschutz stehende Kirche wurde 1976 restauriert und 2010 innen renoviert. 
Von der ursprünglichen Ausstattung existieren noch die Kanzel und die Orgeltribüne. Teile der Orgel und der Prospekt stammen aus dem Jahr 1819. Die Orgel wurde damals vom Orgelbauer Gottlieb Immler, Basel, gebaut und später von verschiedenen Orgelbauern verändert und umgebaut. 2013 hat Orgelbauer Klahre, Basel, zusammen mit den noch originalen Teilen der alten Orgel eine neue Orgel mit 15 klingenden Registern auf 2 Manualen und Pedal gebaut. 

## Quelle
- François Maurer-Kuhn: Kunstführer Kanton Basel-Stadt, Büchler Verlag, 1980, ISBN 3-7170-0183-3